# Monitor Action Group
Monitor Action Group (MAG) is een Namibische politieke partij. Ze ontstond in 1991 en wordt als een partij voor blanken gezien. Haar electorale impact is zeer klein. Ze pleit voor meer christelijke waarden, is tegen de seculiere staat en wil het Afrikaans en de lokale talen als officiële talen erkend zien.